# Arco-Íris
Arco-Íris – miasto i gmina w Brazylii, w stanie São Paulo. Znajduje się w mezoregionie Marília i mikroregionie Tupã.